# Tempo (астрономія)
Tempo — комп'ютерна програма для аналізу радіоспостережень пульсарів. 

## Можливості
За наявності достатнього обсягу спостережень, Tempo може визначити швидкість і фазу обертання пульсара, координати та власний рух, а також параметри подвійних систем шляхом підгонки моделей до часу прибуття імпульсу, виміряного в одній або кількох наземних обсерваторіях[ангажоване джерело]. Це нетривіальна процедура, оскільки перед виконанням детальної підгонки потрібно видалити набагато більші ефекти. До них належать:
- Розсіювання імпульсів у міжзоряному середовищі, Сонячній системі та іоносфері.
- Рух обсерваторії (зокрема, рух Землі орбітою в Сонячній системі та обертання Землі навколо власної осі, прецесію, нутацію і рух полюсів).
- Сповільнення сигналу в тропосфері.
- Гравітаційне уповільнення часу через масивні супутники в подвійних системах та через тіла Сонячної системи.

Tempo розповсюджується на SourceForge, для неї є довідковий посібник.

## Версії
Розробка програмного забезпечення тривала кількадесят років і частково фінансувалася Національним науковим фондом США. 2006 року було розроблено Tempo2. Основні переваги Tempo2, на думку авторів, включають точнішу міжнародну небесну систему координат, новіші моделі прецесії, нутації та руху полюсів, що дозволяє досягати точності на рівні точності 1 нс, — приблизно в 100 разів вищої, ніж раніше.

## Застосування
Програма була однією з найбільш уживаних для розрахунку параметрів обертання пульсарів та його сповільнення.